# 希望の証
「希望の証」（きぼうのあかし）は、日本のアイドルグループ「嵐」のメンバーである、大野智と二宮和也によるユニット、「大宮SK」による楽曲である。
2020年11月3日に有料配信された「ARASHI アラフェス 2020 at NATIONAL STADIUM」で初披露された。

## 概要
「希望の証」は、嵐内のユニットである「大宮SK」による楽曲で、2020年11月3日にJohnny's net onlineで有料配信された「ARASHI アラフェス 2020 at NATIONAL STADIUM」のファンクラブ限定配信であるpart1で初披露された。
突然の初披露だったため、詳しい楽曲の情報はわかっていない。

## 楽曲
作詞・作曲：NOBUHIRO TAHARA
JASRAC作品コード：258-1252-1